# Nalhac
|  | Per a altres significats, vegeu «Nalhac (Cruesa)». |

Nalhac (occità) o Nailhac (francès) és un municipi francès al departament de Dordonya de la regió de Nova Aquitània.

## Demografia
| 1962                                       | 1968 | 1975 | 1982 | 1990 | 1999 | 2007 |
| ------------------------------------------ | ---- | ---- | ---- | ---- | ---- | ---- |
| 487                                        | 429  | 378  | 345  | 299  | 281  | 277  |
| Des de 1962: població sense dobles comptes |      |      |      |      |      |      |

## Administració
| Període   | Identitat        | Partit |
| --------- | ---------------- | ------ |
| 2001-2008 | Michel Joffre    |        |
| 2008-     | Francis Aumettre |        |